# Battlefield Stadium
Pour plus de détails, voir Fiche technique et Distribution.
Battlefield Stadium (地獄甲子園, Jigoku kōshien) est un film japonais réalisé par Yudai Yamaguchi, sorti le 16 mai 2003.

## Synopsis
Jubei est un garçon à problèmes et ne cesse de se faire renvoyer de tous les lycées où il va. Mais cette fois, le lycée de Seido a besoin de ses talents de bagarreur dans son équipe de Baseball afin d'affronter la terrible équipe de Gedo, constituée de zombis.

## Fiche technique
- Titre : Battlefield Stadium
- Titre original : 地獄甲子園 (Jigoku kōshien)
- Titre anglais : Battlefield Baseball
- Réalisation : Yudai Yamaguchi
- Scénario : Yudai Yamaguchi et Isao Kiriyama, d'après un manga de Man Gatarō
- Production : Ryuhei Kitamura, Yoshinori Chiba et Itaru Fujimoto
- Musique : Daisuki Yano et Nobuhiko Yano
- Photographie : Kou Furuya
- Montage : Shuichi Kakesu
- Pays d'origine : Japon
- Format : Couleurs - 1,85:1 - Dolby Digital - 35 mm
- Genre : Horreur, musical
- Durée : 87 minutes
- Date de sortie : 16 mai 2003 (Festival de Cannes) - 19 juillet 2003 (Japon)
- Interdit aux moins de 12 ans

## Distribution
- Tak Sakaguchi : Yakyû Jubei
- Atsushi Ito : Megane
- Hideo Sakaki : Hôichi

## Autour du film
- Le film a été produit par Ryuhei Kitamura, réalisateur entre autres de Versus, Alive, Aragami et Azumi dans lesquels jouait déjà l'acteur Tak Sakaguchi.